# Сущенко, Алексей Александрович
Алексей Александрович Сущенко (22 мая 1924, Братолюбовка, Екатеринославская губерния — 22 июня 1991, Кривой Рог, Днепропетровская область) — советский гвардии рядовой, автоматчик 2-го стрелкового батальона 266-го гвардейского стрелкового полка, 88-й гвардейской стрелковой дивизии, 28-го гвардейского стрелкового корпуса, 8-й гвардейской армии, 1-го Белорусского фронта. Полный кавалер Ордена Славы.

## Биография
Родился 22 мая 1924 года в селе Братолюбовка Долинского района (ныне в Кировоградской области) в крестьянской семье. Окончил восемь классов школы.
С 1939 года жил в городе Кривой Рог. В 1940 году окончил школу фабрично-заводского обучения. Работал бурильщиком на руднике, компрессорщиком.
С марта 1944 года призван в ряды РККА и направлен в действующую армию, воевал на 3-м Украинском и 1-м Белорусском фронтах. С 1944 года — автоматчик 2-го стрелкового батальона 266-го гвардейского стрелкового полка, 88-й гвардейской стрелковой дивизии, 28-го гвардейского стрелкового корпуса, 8-й гвардейской армии. Участник Одесской, Люблин-Брестской, Висло-Одерской и Берлинской наступательных операциях.
14 января 1945 года гвардии рядовой А. А. Сущенко в бою на левом берегу реки Висла в районе населённого пункта Геленувек (Польша) обнаружил пять огневых точек противника, пробрался к одной из них, огнём из автомата уничтожил её расчёт. 15 января 1945 года у населённого пункта Стромец (Польша), участвуя в отражении вражеских контратак, истребил свыше десяти гитлеровцев. За это 16 февраля 1945 года Указом Президиума Верховного Совета СССР А. А. Сущенко был награждён Орденом Славы 3-й степени.
6 февраля 1945 года гвардии рядовой А. А. Сущенко на берегу реки Одер в бою за населённый пункт Вуден (Германия) захватил пулемёт неприятеля, ведя из него огонь, уничтожил свыше отделения живой силы. В одном километре северо-западнее населённого пункта Вуден гранатой подорвал бронетранспортёр, огнём из автомата истребил несколько солдат. 31 марта 1945 года Указом Президиума Верховного Совета СССР А. А. Сущенко был награждён Орденом Славы 2-й степени.
С 16 по 18 апреля 1945 года гвардии рядовой А. А. Сущенко в боях на левом берегу реки Одер в 8—9 километрах юго-западнее города Киц (Германия) сразил несколько пехотинцев; ворвался в населённый пункт Вердер (Германия), захватил пулемёт противника и открыл из него огонь по отступающей пехоте, вывел из строя свыше отделения вражеских солдат. На подступах к Берлину захваченным у неприятеля фаустпатроном подбил бронетранспортёр. 15 мая 1946 года Указом Президиума Верховного Совета СССР А. А. Сущенко был награждён Орденом Славы 1-й степени.
В 1946 году гвардии старший сержант А. А. Сущенко демобилизовался из рядов Советской армии. Работал на МТС, потом переехал в город Кривой Рог. Жил в Кривом Роге, работал на шахте проходчиком, потом слесарем.
Умер 22 июня 1991 года в городе Кривой Рог.

## Награды
- Орден Славы 1-й степени (18.02.1945);
- Орден Славы 2-й степени (31.03.1945);
- Орден Славы 3-й степени (15.05.1944);
- Орден Отечественной войны 1-й степени (6.04.1985);
- Медаль «За отвагу» (14.08.1944);
- Медаль «За победу над Германией в Великой Отечественной войне 1941—1945 гг.».